# Гора Юрчинських
Гора Юрчинських або Голівуд — гора, яка розташована у місті Чорткові Тернопільської області.
Щороку 23 серпня на горі піднімається Державний прапор України, а також сюди приходять випускники навчальних закладів міста зустрічати сонце.

## Історія
У 1607 році польський ротмістр польського війська Михайло Яків заснував на горі монастир оо. василіян та церкву святої Тройці.
3 серпня 2008 року на горі встановлено 6-метрового Хреста в честь 1020-річчя Хрещення України-Руси.